# ALcot
ALcot(알코트, 일본어: アルコット)는 합동회사 클로버 소프트웨어의 성인 게임 브랜드로, 소재지는 지바 현 나가레야마 시 난류 산이다. 2003년 11월 28일에 《클로버하트》(Clover Heart's)로 데뷔하였다.

## 작품

### ALcot 명의
- 클로버하트
- 소꿉친구는 대통령

### ALcot 허니컴 명의
- 봄철 한정 포코 아 포코!